# Втрати силових структур внаслідок російського вторгнення в Україну (березень 2025)
У статті наведено список втрат українських військовослужбовців у російсько-українській війні за березень 2025 року (включно).

## Поіменний перелік

### 1 березня
- Росоловський Андрій («Грубий») — молодший сержант, 102 ОБрТрО. 1993 р.н., м. Калуш.[1]
- Базиляк Любомир — 1994 р.н., м. Калуш. Загинув на Луганщині.[2]
- Демедюк Леонід — с. Сапожин. Загинув на Донеччині.[3]
- Трикменіді Дмитро — 12.11.1990 р.н., м. Гадяч. Загинув на північно-східному напрямку.[4]
- Саєнко Петро Олександрович — солдат. 24.01.1992 р.н., с. Гути. Загинув на Дніпропетровщині внаслідок ракетного удару по полігону.[5]
- Ляховецький Ігор — сержант. 46 років. Загинув на Донеччині.[6]
- Парфенюк Віктор — 46 років, с. Пониковиця Золочівського району.[7]
- Веселовський Олександр — 81 ОАеМБр. 20.09.1995, с. Петричі Львівська область.[8]
- Дмитрик Олег — 42 ОМБр. 19.11.1971, м. Львів [9]

### 2 березня
- Гладкоскок Олександр — 128 ОГШБр. 07.04.1977 р.н., с. Небилів. Загинув на Запоріжжі.[10]
- Петровчук Богдан — НГУ. 1984 р.н., с. Кам'яне-Случанське.[3]
- Богомоленко Юрій — с. Зелений Кут.[11]
- Папроцький Вадим Валерійович — 30.01.1998 р.н., с. Березівка. Загинув на Донеччині.[12]

### 3 березня
- Котляр Денис — старший лейтенант поліції. 30 років. Загинув внаслідок атаки FPV-дрона.[13]
- Проданюк Дмитро — 4 травня 1971, селище Верховина.[14]
- Кривопиш Микола Андрійович — 19.08.1973 р.н., с. Самсони. Загинув на Запоріжжі.[15]
- Алєксєєв Євген — 24 ОМБр. м. Кривий Ріг.[7]
- Ікавий Дмитро — солдат, 47 ОМБр. 28 років, с. Угри. Помер у лікарні.[16]
- Штокало Андрій — 24 ОМБр. 11.12.1972, м. Львів.[17]
- Леонтьєв Андрій — м. Хуст.[18]
- Жураківський Юрій Юрійович — 59 ОШБр, в/ч А1619. 1.9.1983, селище Ясіня. Загинув під час виконання бойового завдання поблизу населеного пункту Надіївка Донецької області.[19][20]

### 5 березня
- Стогній Володимир Сергійович («Золотий») — старший лейтенант, комбат 1-го батальйону, 37 ОБрМП. с. Золота Балка.[21]
- Зубанич Іван — 48 років, с. Тарнівці.[22]

### 6 березня
- Пилипюк Руслан Вікторович — 07.08.1978 р.н.. Помер в лікарні міста Дніпро.[23]
- Висоцький Сергій — 63 ОМБр. 10.07.1973, м. Львів.[24]
- Романюк Іван Іванович — 63 ОМБр. 1992, Хустський район. Помер в селі Сидорове Краматорського району Донецької області.[25]
- Ісмаілов Арсен — молодший сержант. 31.01.1999 р.н., м. Полтава. Загинув на Донеччині.[26]

### 7 березня
- Романенко Станіслав — молодший лейтенант. 1995 р.н., с. Струмівка. Загинув в районі Добропілля.[27]
- Волинець Ігор — 214 ОШБ. 3.02.1985, с. Лавриків.[24]
- Лисенко Андрій В'ячеславович — солдат. 11.05.1999 р.н.. Загинув на Донеччині.[28]
- Бідуха Микола — солдат. 21.05.1978 р.н., м. Полтава. Загинув на Донеччині.[26]
- Антонюк Андрій Васильович — 82 ОДШБр, солдат. 2.05.1999 р.н. село Остап'є, Тернопільщина. Загинув в районі населеного пункту Міловий Курської області[29]

### 8 березня
- Гнатойко Микола Іванович — 148 ОАБр. 1995 р.н., с. Тисів. Загинув на Донеччині.[30]
- Бузунар Олександр — солдат. 1986 р.н.. Загинув на Курщині.[31]
- Шапошніков Андрій («Генерал») — старший сержант, 155 ОМБр. 9.12.1976 , м. Запоріжжя.[8]
- Галиш Володимир Васильович — 28.5.1995, с. Нижчі Луб'янки. Служив у батальйоні берегової оборони. Загинув у бою на Херсонщині [32]

### 9 березня
- Шевченко Тарас — 25 років.[33]
- Стрільчук Микола — солдат, ДПСУ. 1999 р.н., м. Калуш. Помер на Донеччині внаслідок серцевої недостатності.[34]
- Кузь Валерій — 53 ОМБр. 1.09.1973, м. Львів [35]
- Цегельник Максим Віталійович — матрос бригади берегової охорони. 3 серпня 1979, м. Каховка. Загинув в Херсонській громаді [36][37]

### 10 березня
- Марин Олександр Володимирович — солдат. 14.06.1987 р.н., с-ще Шевченко.[38]
- Кіх Петро Петрович — 26 років, м. Шептицький. Загинув на Донеччині.[39]
- Янковський Віталій Іванович («Сутенер») — головний сержант роти ударних безпілотних авіаційних комплексів 78 ОДШП. 1988, с. Цибулівка. Загинув в районі населеного пункту Локня.[40]
- Карпинець Євген — майор, 116 ОБрТрО. 43 роки, м. Мукачево.[41]
- Рачкевич Михайло — в/ч А4220. 20 років, с-ще Красне. Загинув на Донеччині.[42]
- Ковальчук Микола — 110 ОМБр. 40 років, с. Незнанів Шептицького району [43]
- Савкевич Олексій — 157 ОМБр. м. Авдіївка. Загинув на Донеччині [44]

### 11 березня
- Костюк Роман («Кокіс») — молодший лейтенант, 102 ОБрТрО. 1998 р.н., с. П'ядики. Загинув на Запоріжжі.[45]

### 12 березня
- Барандич Олександр Анатолійович («Дизель») — майор, командир 2-го механізованого батальйону 153 ОМБр. м. Обухів.[46]
- Книш Олександр — головний сержант. 02.04.2000 р.н., с. Нова Михайлівка.[47]
- Пентак Роман — в/ч А4728. 45 років, с. Рихтичі. Помер у лікарні міста Дніпро.[48]

### 13 березня
- Ростовцев Дмитро — 125 ОБрТрО. 53 роки, м. Львів.[42]
- Пшеничний Антон Олександрович —  полк спецпризначення «Сафарі». 18 березня 1994, м. Бердянськ. Загинув на Торецькому напрямку [49].
- Дайнюс Валентеліс — 20 років, м. Біржай, Литва. Загинув у Куп’янському районі Харківської області [50]
- Шибалов Артур —26 років. м. Полтава. Загинув в Курській області [51]

### 14 березня
- Кірпік Юрій — солдат [52]
- Михайленко Ілля — 68 ОЄБр. 25 років, с. Сілець. Помер під час реабілітації.[42]
- Леонов Сергій — 47 ОМБр. 20.12.1982, селище Брюховичі.[53]
- Скороход Сергій — кулеметник. 1993. Загинув на Покровському напрямку.[54]
- Романів Ігор — 42 роки, с. Зіболки. Помер в лікарні на Чернігівщині.[55]
- Самусь Ігор Михайлович — 20.02.1974 р.н.. Помер в Німеччині під час лікування.[56]
- Бриненко Андрій — 14 ОМБр. 1980, м. Острог [57]

### 15 березня
- Рак Ярослав — в/ч А0998. 48 років, с. Острів. Загинув на Донеччині.[42]
- Боримський Леонід Вікторович («Рим») — солдат, 2-й механізований батальйон, 3 ОШБр. 7.3.1997, с. Червоне, Бердичівський район. Загинув в районі Копанок Ізюмського району Харківської області [58][59][60]
- Усатий Юрій — 40 ОБрБО. 5.07.1971, м. Львів [61]

### 16 березня
- Малоїд Юрій — 3 ОТБр. 43 роки, с. Рава-Руська [42]
- Полікевич Сергій — гранатометник, 72 ОМБр. 27.04.1982, м. Дніпро. Загинув неподалік Преображенки Покровського району Донеччини.[62]
- Бобровський Михайло — с. Середній Бабин.[63]
- Пержу Андрій Віталійович — старший солдат розвідувальної роти 30 ОМБр, 10 січня 2000, с. Новий Каланчак Одеська область. Загинув під час ворожого мінометного обстрілу поблизу населеного пункту Васюківка Бахмутського району Донецької області [64][65].

### 17 березня
- Дудка Богдан — 31 рік, загинув на Сумщині.[66]
- Гачак Ігор — в/ч А4594. 35 років, Жидачів. Загинув на Донеччині.[67]
- Горбань Андрій — в/ч А4047. м. Шептицький. Загинув на Донеччині.[67]
- Наровенко Володимир — 25.07.1989 р.н.. Загинув на Донеччині.[68]
- Спиридонов Валерій — 25.08.1985 р.н.. Загинув біля н.п. Орлівка, Донецької області.[69][70]

### 18 березня
- Хальота Олег Анатолійович — 29.03.1978 р.н., с. Сім'янівка. Загинув на Харківщині.[71]
- Богомаз Олег — 59 ОШБр. 17.08.1989, м. Львів.[72]
- Візнюк Володимир Васильович — 15 ОГШБ, 128 ОГШБр. 30 червня 1983, с. Долина, Івано-Франківська область. Загинув поблизу села Привільне Волноваського району Донецької області.[73]

### 19 березня
- Іщук Юрій Миколайович — 1977 р.н.. Загинув на Донеччині.[74]
- Ткаченко Андрій — солдат. 1992 р.н., с. Павлиш. Загинув в Покровську на Донеччині.[75]
- Олійник Олександр  («Боґуш») — доброволець батальйону медичної евакуації “Госпітальєри”. 2.5.1997 [76][77]

### 20 березня
- Нікіфоренко Сергій («Каплес») — 24 ОМБр, солдат 12.11.2004р.н.[78]
- Козелецький Костянтин — в/ч А2667. 50 років, м. Львів [43]
- Дмитрук Дмитро Якович — молодший сержант, 100 ОМБр. 2 травня 1988, с. Радовичі. Загинув у Торецьку [79][80]

### 21 березня
- Панасенко Дмитро Сергійович — 08.04.1991 р.н., м. Миргород. Загинув в районі Юнаківки на Сумщині.[81]
- Кузь Василь Ярославович — 47 ОАБр. 8.02.1991 р.н., с. Черепин.[82]
- Качур Ігор — старший сержант поліції. 46 років. Загинув на Донеччині.[83]
- Панченко Олексій — старший лейтенант. 35 років. Загинув на Донеччині.[83]
- Халанський Юрій — сержант. 53 роки. Загинув на Херсонщині.[83]
- Лапенко Антон — солдат. 35 років, м. Суми. Загинув на Сумщині.[84]
- Сіренко Микола («Страйк») —  бригада «Азов». 21 рік, м. Буча. Загинув від FPV-дрону на Донеччині [85]

### 22 березня
- Іван Бічер — солдат. 47 років житель села Петровірівка[86]
- Іщук Юрій Миколайович («Фермер») — батальйон «Свобода», 4 БрОП НГУ. 10.01.1977 [87]

### 23 березня
- Борак Юрій — солдат.[83]
- Юрій («Опер») — 41 ОМБр. Загинув на Курському напрямку.[88]
- Томащук Іван — 37 років, с. Буянів Журавненської громади [89]
- Тисяк Василь — солдат. 21 березня 1985, с. Ангелівка [90]
- Голендерський Андрій — в/ч А4896. 14.07.1982, м. Маріуполь [91]
- Чурганов Юрій Олександрович — солдат, стрілець-снайпер, 47 ОМБр. Загинув в районі населеного пункту Мар’їне Сумської області[92].

### 24 березня
- Маців Микола — 24 ОМБр. с. Верхній Дорожів Меденицької громади [89]
- Шабадах Всеволод — сержант, командир танку, 41 ОМБр. м. Рівне [93]
- Скоблій Володимир — солдат, стрілець-санітар, НГУ. 1986, Львівська область. Загинув на Покровському напрямку [94]
- Загоруй Валентин — 116 ОМБр. 27.07.1999 р.н., с-ще Гончарівське. Загинув в районі Куп'янська.[95]

### 25 березня
- Жинко Ігор — 63 ОМБр. 3.08.1990, м. Львів [96]
- Непеін Сергій — м. Енергодар. Загинув на Донеччині.[97]
- Шаряков Юрій — солдат. 08.10.1987 р.н.. Загинув на Донеччині.[68]
- Босий Ростислав — 150 ОМБр. 8.04.1997, с. Залужжя, Львівська область [98]
- Коваленко Нікіта Вячеславович («Стіч») — батальйон «Свобода», 4 БрОП НГУ. 07.10.1997 [87]

### 26 березня
- Сарабун Любомир — 67 ОМБр. 2 квітня 1994, с. Жовнівка [99][100][101]
- Кушнір Євгеній — бригада «Азов». 26 років. Загинув на Донеччині [102]
- Томчишин Андрій — 42 роки, м. Хмельницький. Творець муралів [103][104]
- Муравйов Олександр — солдат. 10.12.1986 р.н.. Загинув на Донеччині.[68]

### 27 березня
- Штуца Ігор — 3 ОШБр. 22 роки, м. Херсон.[105]
- Колос Олексій — 19.04.1981 р.н., м. Хмільник. Загинув в районі Глевахи під час розмінування.[106]
- Садигалієв Олександр — 20.10.1971 р.н., м. Жовті Води [107]
- Копань Володимир — м. Кривий Ріг. Загинув в результаті ворожого артилерійського обстрілу в районі Торецька Донецької області [108].
- Хіміч Олександр — матрос. 13.01.1979 р.н.. Загинув на Сумщині.[68]

### 28 березня
- Чухненко Віктор — солдат. 20.01.1970 р.н.. Загинув на Донеччині.[68]

### 29 березня
- Дворецький Анатолій — опеатор БПЛА. 21 січня 1987, м. Бурштин. Загинув на Донеччині [109]
- Волощук Василь — 10 ОГШБр. 1975, Ланчинська громада [110]
- Денисов-Товт Георгій — 68 ОЄБр. 20.10.1999, м. Львів [111].
- Горох Роман — 13.07.1976 р.н.. Загинув на Донеччині.[68]
- Пікулєв Олексій Миколайович («Піро»)— 425-й батальйон безпілотних систем «Очі» [112][113]

### 30 березня
- Сущук Максим — солдат, водій. 33 роки, м. Ковель [114]
- Скрут Юрій — 3 ОШБр. 23.12.1994, м. Львів. Загинув на Харківщині [115]
- Агеєв Сергій — старший лейтенант. 11.08.1968 р.н.. Помер під час лікування.[68]
- Яцків Юрій — 26 років, с. Гійче Рава-Руської громади. Загинув у бою поблизу Торецька [116]

### 31 березня
- Бабич Артем — м. Бровари. Загинув в районі села Кіндрашівка на Харківщині.[117]